# Самородна мідь
Мідь саморо́дна (англ. native copper; нім. gediegenes Kupfer n) — мінерал класу самородних елементів, Cu. Самородна мідь містить 97—99 % Cu. Крім того, вона може містити домішки Fe, Ag, Au, Zn, Pb, Hg, Bi, Sb, V, Ge.
Сингонія кубічна, структура координаційна.
Вигляд кристалів кубічний, додекаедричний, рідше октаедричний. Прості кристали рідкісні. Звичайні двійникові зростки. Характерні плоскі і обʼємні дендрити, пластини, щільна суцільна маса (найбільший самородок важив 420 т), дрібні вкрапленики, порошкуваті і сферолітові виділення.
Колір у свіжому зламі мінералу — ясно-рожевий, перехідний в мідно-червоний, потім в коричневий. Блиск металічний, злам гачкуватий. Твердість 2,5—3. Густина 8,4—8,9. Ковка. Має високу електропровідність.
Самородна мідь утворюється в ендогенних і екзогенних процесах. Асоціює з купритом, азуритом, малахітом, хризоколою, теноритом і іншими мінералами. Збагачується в основному флотацією. Найбільше родовище — в районі оз. Верхнє (США). В Україні є прояви в Карпатах. Відомо також декілька родовищ самородної міді на Волині, в неопротерозойських базальтах, що належать до траппової формації.

## Різновиди
Розрізняють:
- мідь арсенисту (домейкіт);

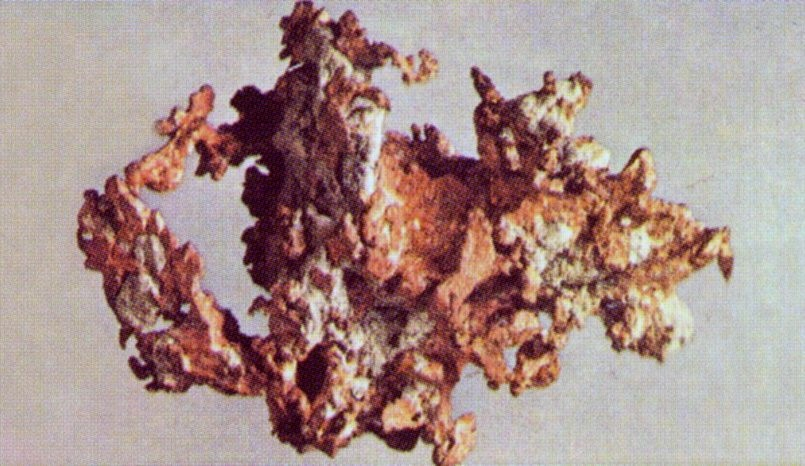
Мідь самородна у Малій гірничій енциклопедії

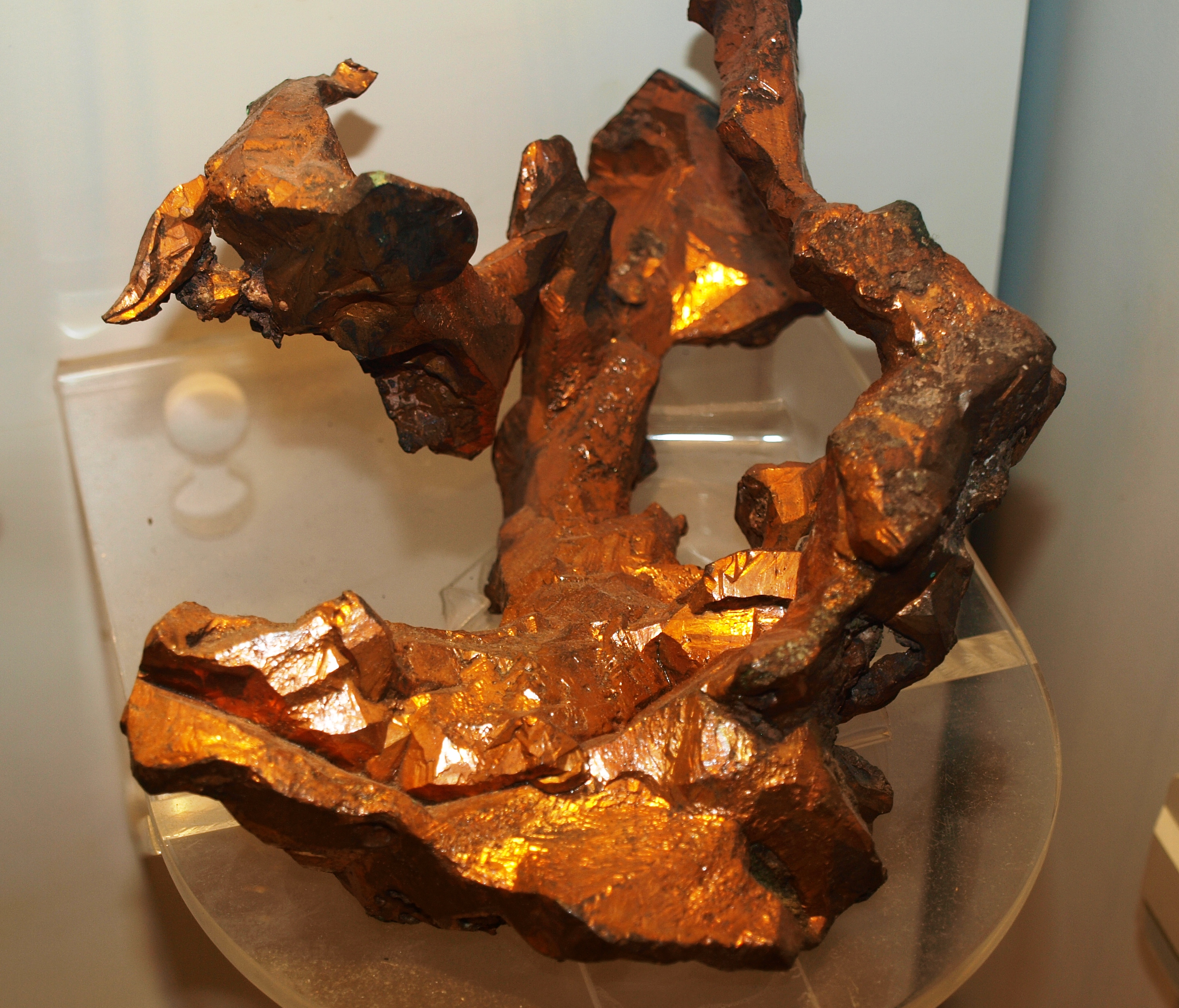
Самородна мідь, Австралійський музей, Сідней

- мідь ботритову (застаріла назва дендритів самородної міді);
- мідь білу (домейкіт — Cu3As);
- мідь водну хлорну (меланоталіт — CuCl2);
- мідь деревʼянисту (тонковолокнисті агрегати олівеніту із зони окиснення мідних родовищ);
- мідь залізисту (різновид міді, який містить до 2,5 % Fe);
- мідь золотисту (різновид міді, який містить до 3 % Au);
- мідь йодисту (маршит);
- мідь кремнекислу (хризокола);
- мідь лінзову (ліроконіт);
- мідь оливкову (олівеніт);
- мідь променисту (кліноклаз);
- мідь рубінову (застаріла назва куприту);
- мідь самородну (мідь); мідь селенисту (берцеліаніт);
- мідь селено-свинцеву (суміш мінералів з істотним вмістом клаусталіту PbSe);
- мідь сіру (тетраедрит);
- мідь сірчисту (халькозин);
- мідь склувату (стара назва халькозину; стара назва куприту);
- мідь солянокислу (атакаміт);
- мідь сріблисту (різновид міді, який містить 7,5 % Ag);
- мідь стибіїсту (застаріла назва халькостибіту — CuSbS2; застаріла назва горсфордиту — Cu5Sb);
- мідь фосфорну (застаріла назва лібетеніту; застаріла назва псевдомалахіту);
- мідь хлористу (нантокіт — CuCl); мідь-цинко-мелантерит (мелантерит цинковистий).